# Bélagyertyános
Bélagyertyános (1899-ig Hrabovka, szlovákul Hrabovka) Puhó városrésze, egykor önálló település Szlovákiában, a Trencséni kerületben, a Puhói járásban.

## Fekvése
A városközponttól nyugatra, a Béla-patak és a Vág jobb partján található.

## Története
1388-ban említik először, a Szlopnyanszky és Zamaróczy család birtoka, később a lednici váruradalom része. Magyar nevének előtagját a közeli Béla patakról kapta, a név utótagja a szlovák hrabovka (= gyertyános) tükörfordítása. 1598-ban 7 háza állt. 1720-ban 5 adózó háztartás volt a településen.
A 18. század végén Vályi András így ír róla: „HRABOVKA. Két tót faluk Trentsén Várm. főldes Ura G. Illésházy Uraság, lakosai katolikusok, fekszenek Alsó Szucsa mellett, Trentsényhez mint egy mértföldnyire, savanyú forrása is van, legelője, réttye elég.”
1828-ban 13 házában 129 lakos élt, akik főként mezőgazdasággal foglalkoztak.
Fényes Elek 1851-ben kiadott geográfiai szótárában így ír a faluról: „Hrabovka, tót falu, Trencsén vmegyében, Puchóhoz délre 1/2 óra: 136 kath. lak. F. u. gr. Erdődy György.”
1910-ben 154, túlnyomórészt szlovák lakosa volt. A trianoni békéig Trencsén vármegye Puhói járásához tartozott.
1930-ban 167 csehszlovák lakta. Bélagyertyánost 1943-ban csatolták Puhóhoz.

## Lásd még
- Puhó
- Bezdédfalva
- Felsőkocskóc
- Hadas
- Igricke
- Vágormos